# Črna lahkotnica
Črna lahkotnica (znanstveno ime Ballota nigra) je trajnica iz družine ustnatic, ki izvira iz južne Evrope ter osrednje Azije, a je danes razširjena že po celi Evropi in skoraj celotni Aziji, pa tudi po delih Južne in Severne Amerike ter na Novi Zelandiji. Na severni polobli cveti med majem in avgustom, v Sloveniji pa med junijem in julijem.

## Opis
Črna lahkotnica je trajnica, ki zraste do 1 metra visoko in ima na stičišču zgornjih listov in četverorobih olistanih stebel dlakave, rdečkasto škrlatne cvetove, združene v češulje. Cela rastlina ima močan in značilen vonj, ki spominja na plesen ali vlažna tla. 

## Zdravilne lastnosti
Črna lahkotnica se v ljudskem zdravilstvu uporablja za pomiritev tesnob, razdražljivosti in živčnosti med menopavzo, pa tudi za blaženje kašlja in pomirjanje želodčnih krčev. Poleg tega naj bi pomagala tudi proti slabosti in bruhanju ter zvonjenju v ušesih.
Cvetovi vsebujejo fenilpropanoide, zlasti verbaskocid in forsitozid s pomirjevalnim učinkom. V njih so tudi flavonoidi, ki pomirjajo vnetja.

## Podvrste
Priznane podvrste:
1. Ballota nigra subsp. anatolica P.H.Davis - Iran, Turčija
2. Ballota nigra subsp. anomala Greuter - Grčija
3. Ballota nigra subsp. foetida (Vis.) Hayek - osrednja in južna Evropa; razširjena tudi po Švedski, Ukrajini, Cipru, Turčiji, Argentini
4. Ballota nigra subsp. kurdica P.H.Davis - Iran, Irak, Turčija
5. Ballota nigra subsp. nigra - južna Evropa, Velika Britanija, Švedska, Kavkaz, Iran, Turčija; razširjena tudi po Belgiji, Novi Zelandiji, Argentini
6. Ballota nigra subsp. ruderalis (Sw.) Briq. - Sredozemlje; Kanarski otoki, Madeira, Azori
7. Ballota nigra subsp. sericea (Vandas) Patzak - Albanija, Makedonija, Grčija
8. Ballota nigra subsp. velutina (Posp.) Patzak - Slovenija, Hrvaška; razširjena tudi po Argentini